# Small Town Girl (película de 1936)
Small Town Girl (conocida en español como Una chica de provincias en España y Ansia de vivir en México) es una película de comedia romántica estadounidense de 1936 dirigida por William A. Wellman y protagonizada por Janet Gaynor, Robert Taylor y James Stewart. El reparto secundario incluye a Binnie Barnes, Andy Devine, Lewis Stone y Edgar Kennedy.
Basada en una novela de Ben Ames Williams, la película pasó por muchos cambios antes de llegar a la pantalla. El guion está acreditado a John Lee Mahin, Edith Fitzgerald y al equipo de marido y mujer formado por Albert Hackett y Frances Goodrich.

## Argumento
Kay Brannan está tan aburrida de su vida que apenas puede tolerar a su familia y a su posible pretendiente, Elmer. Un desvío de tráfico lleva a cientos de jugadores de fútbol de Yale-Harvard a través de la ciudad. Uno de ellos, Robert Dakin, un cirujano socialmente destacado de Boston, le pregunta cómo llegar a un popular bar de carretera y la lleva allí para unirse a la diversión.
Más tarde, Bob se emborracha tanto que insiste en que un juez de paz los case. Kay no está tan borracha, pero acepta, ansiosa por escapar del tedio. A la mañana siguiente, a los padres de Bob les agrada Kay, pero están sorprendidos de que Bob, que se iba a casar en dos semanas con la socialité Priscilla Hyde, fuera tan temerario. Para evitar un escándalo, Bob le sugiere a Kay que finjan estar felizmente casados durante seis meses y luego se divorcien en silencio. Aunque herida, ella acepta, y después de una «luna de miel» organizada a bordo del yate de la familia Dakin, regresan a Boston. Poco a poco comienzan a enamorarse, pero aún se mantienen a distancia.
Cuando Priscilla regresa de unas vacaciones en Europa, ella y Bob comienzan a verse en secreto. Una noche, Kay recibe una llamada telefónica de la clínica de Bob convocándolo urgentemente para que realice una cirugía cerebral de emergencia a Jimmy, un joven paciente. Cuando Priscilla se niega a hablar con Bob por teléfono, Kay va al apartamento de Priscilla a buscarlo. Bob comienza la operación, pero no está seguro de estar lo suficientemente sobrio para salvar a Jimmy, por lo que hace que su colega, el Dr. Underwood, complete la delicada cirugía.
En casa, Bob se siente un fracasado. Kay comienza a contarle, vacilante, sus sentimientos, pero Priscilla la llama y ella se va. Ella les dice a los padres de Bob que regresará a casa y, poco tiempo después, el periódico local menciona que se rumorea que Bob se va a Reno para divorciarse. Kay sale a caminar y conoce a Elmer, quien le propone matrimonio, pero justo en ese momento aparece Bob en coche. Después de decirle a Kay que se ha perdido en su camino a Reno y que no quiere encontrarlo nunca, se van juntos.

## Reparto
- Janet Gaynor como Katherine Brannan.
- Robert Taylor como el Dr. Robert Dakin.
- Binnie Barnes como Priscilla Hyde.
- Andy Devine como George Brannan.
- Lewis Stone como el Dr. Dakin.
- Elizabeth Patterson como Ma Brannan.
- Frank Craven como Pa Brannan.
- James Stewart como Elmer Clampett.
- Isabel Jewell como Emily Brannan.
- Charley Grapewin como el Dr. Ned Fabre, el jefe de Robert.
- Nella Walker como la Sra. Dakin.
- Robert Greig como Childers, el mayordomo de los Dakins
- Edgar Kennedy como el capitán Mack, al mando del yate.
- Willie Fung como So-So, un sirviente de la familia.

### Casting
Margarita Landazuri de TCM escribe: «MGM había anunciado originalmente Small Town Girl como un vehículo para Jean Harlow. Janet Gaynor había sido la estrella más importante de 20th Century Fox en el final del período del cine mudo y el comienzo del cine sonoro. Pero en 1936, su estatus en Fox había sido eclipsado por... Shirley Temple. Así que tanto Gaynor como los ejecutivos de Fox estaban felices de prestarla a MGM para una producción de primera clase como Small Town Girl, particularmente porque sería elegida junto al protagonista joven más atractivo de MGM».

## Producción
Landazuri continuó: «El director William A. Wellman llegó relativamente tarde al proyecto. Wellman se desenvolvía igual de bien en comedias que en películas de acción, pero su estilo cómico era más brusco que el de Gaynor, y ambos chocaron repetidamente durante el rodaje. Wellman estaba tan descontento, de hecho, que pidió que lo sacaran de la película. MGM le denegó su petición».
«Más tarde ese año, Wellman estaba trabajando para David O. Selznick en un proyecto muy querido para Wellman, A Star Is Born. Selznick pensó que Gaynor sería ideal para el papel principal, y Wellman, a pesar de sus problemas anteriores con Gaynor, estuvo totalmente de acuerdo con la elección de Selznick. Esta colaboración sería mucho más feliz para la estrella y el director».

## Taquilla
Según los registros de MGM, la película recaudó US$1 108 000 en los Estados Unidos y Canadá y US$497 000 en otros lugares, lo que resultó en una ganancia de US$274 000.

## Reconocimientos
La película fue nominada a la lista AFI's 100 años... 100 pasiones del American Film Institute de 2002.